# Шевањи ле Шевријер
Шевањи ле Шевријер (фр. Chevagny-les-Chevrières) насеље је и општина у источном делу централне Француске у региону Бургоња, у департману Саона и Лоара која припада префектури Макон.
По подацима из 2011. године у општини је живело 598 становника, а густина насељености је износила 157,37 становника/km². Општина се простире на површини од 3,8 km². Налази се на средњој надморској висини од 237 метара (максималној 375 m, а минималној 212 m).

## Демографија
| 1962. | 1968. | 1975. | 1982. | 1990. | 1999. | 2011. |
| ----- | ----- | ----- | ----- | ----- | ----- | ----- |
| 192   | 225   | 283   | 353   | 403   | 403   | 598   |

График промене броја становника у току последњих година